# About Ghosts
About Ghosts ist ein Musikalbum von Mary Halvorson. Die am 20. und 21. Juni 2024 entstandenen Aufnahmen erschienen am 13. Juni 2025 auf Nonesuch Records.

## Hintergrund
Für dieses Album versammelte Halvorson Musiker ihrer vorangegangenen Projekte Amaryllis / Belladonna (2022) und Cloudward (2024), wie die Vibraphonistin Patricia Brennan, den Bassisten Nick Dunston, den Schlagzeuger Tomas Fujiwara, den Posaunisten Jacob Garchik und den Trompeter Adam O’Farrill; hinzu kamen als Gastmusiker die Saxophonisten Immanuel Wilkins und Brian Settles.

## Titelliste
- Mary Halvorson: About Ghosts (Nonesuch 075597896565)[2]

1. Full of Neon 7:02
2. Carved From 5:29
3. Eventidal 6:18
4. Absinthian 4:58
5. About Ghosts 5:13
6. Amaranthine 7:29
7. Polyhedral 2:14
8. Endmost 5:30

Die Kompositionen stammen von Mary Halvorson.

## Rezeption

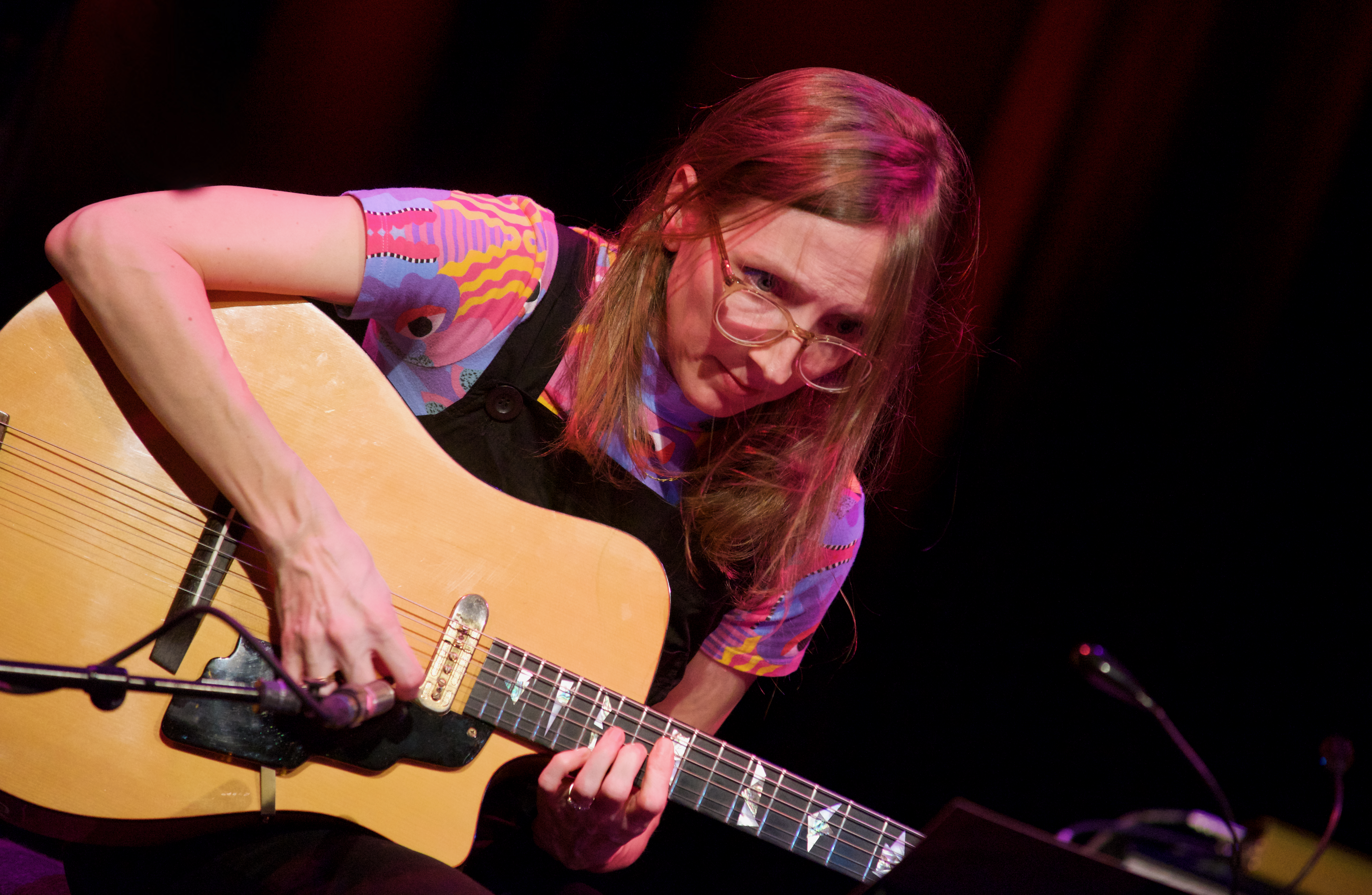
Mary Halvorson (2023)

Nach Ansicht von Mike Jurkovic, der das Album in All About Jazz rezensierte, entspricht „About Ghosts“ genau dem, was man von der temperamentvollen Mary Halvorson erwarten (und vielleicht auch für selbstverständlich halten) dürfte, deren Rezept ihren aktuellen Geschmack widerspiegele. „About Ghosts“ könnte sich durchaus als das lyrischste und umfangreichste Album „der flüchtigen Denkerin“ herausstellen. Das würde einiges heißen, wenn man die Flut an Lob für Amaryllis / Belladonna (2022), für das berüchtigt animierte Cloudward (2024) und für das ebenso anspruchsvolle „Code Girl“ (2018) bedenke.
Die Musik auf About Ghosts wirke nie überladen, und überraschend würde Mary Halvorson selbst mit ihrer Gitarre (und in geringerem Maße auch mit ihrem Pocket Piano) genau diesen Ton angeben, meint Doug Collette (All About Jazz). In den sanften und gemächlicheren Tönen von „Carved From“ setzten sich Bassist Nick Dunston und Schlagzeuger Tomas Fujiwara nur geringfügig kraftvoller, aber mit der gebotenen Zartheit durch. Im Verlauf dieser Platte lasse sich deutlich wachsender Drive spüren. Die Dynamik der Musiker sei dank John Dietrichs Produktion und Mixing spürbar; wie schon bei den drei vorangegangenen Aufnahmen korrespondiere seine technische Expertise mit dem Mastering von Scott Hull und bringe gleichzeitig Details zum Vorschein und maximiere sie.

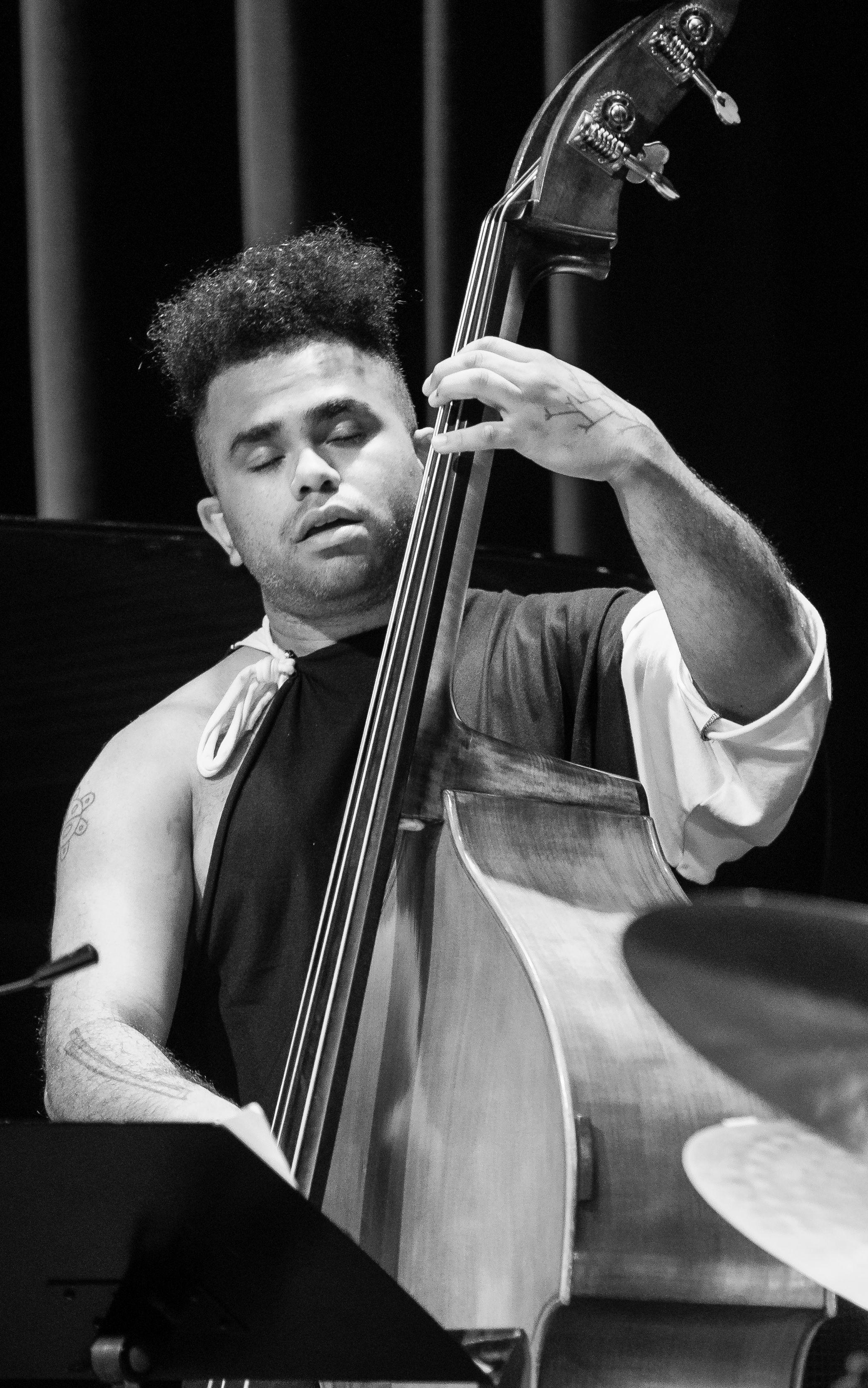
Nick Dunston (2023)

About Ghosts sei eine beeindruckende Ergänzung in Halvorsons Werk, schrieb Andrew Taylor-Dawson in The Quietus. Das Album sei eine Meisterleistung in Sachen Orchestrierung und Tempo. Halvorson balanziere die kraftvollen Ensemblepassagen perfekt mit ruhigeren, zurückhaltenderen Momenten. „Eventidal“ sei ein typisches Beispiel dafür, mit seinem wunderschönen und effektvollen Gitarren- und Vibraphon-Intro, das in perfekt abgestimmte melancholische, aber warme Blechbläser-Passagen übergehe, die sich in den Mix einfügten. Kompositorisch würde About Ghosts auf ihren bisherigen Werken aufbauen, ihr Schaffen erweitern und Schönheit mit Fantasie und Experimentierfreude verbinden. Die Verstärkung durch zwei Weltklasse-Saxophonisten verstärke die Bandbreite, Tiefe und Wirkung der Kompositionen. Letztendlich sei es ihr gelungen, Schönheit und melodische Implikationen mit ihrer rastlosen Experimentierfreude perfekt zu vereinen. Das Ergebnis klinge zutiefst fesselnd und dürfte die Zuhörer immer wieder aufs Neue begeistern, um mehr in diesen spannenden Stücken zu entdecken.
Auf About Ghosts höre man ein sehr einheitliches Ensemble mit einer einzigartigen Stimme geworden, und ihre Kompositionen würden dem Rechnung tragen, urteilte Phil Freeman (Ugly Beauty/Stereogum). Die acht Stücke auf „About Ghosts“ seien durchweg Kompositionen, nicht einfach Head-Arrangements, keine geführten Improvisationen, obwohl die Gruppenmitglieder viel Freiheit in der Interpretation der Musik hätten. Es sei eine komplexe Angelegenheit, verständlich für Halvorson, die bei Anthony Braxton studiert und viele Jahre lang dessen komplexe Kompositionen aufgeführt habe. Wie immer stehe sie im Zentrum der Musik, anstatt sie zu leiten; ihre Gitarre sitze hinter den Bläsern, neben Brennans Vibraphon und Dunstons Bass, und sie füge hier und da eine zusätzliche Textur hinzu, indem sie ungewöhnliche Töne eines Pocket-Piano-Synthesizers überspiele. Im Titelstück würden die Bläser und Vibraphon unisono eine Melodie spielen, wobei die verschiedenen Klangfarben harmonierten, sich aber auch gegenseitig berühren, während die Gitarre in der Mitte herumwirbelt. Wenn Halvorson soliere, wiederhole Brennan sie, und die Bläser würden wie Backgroundsängerinnen wieder auftauchen. Die Musik habe eine traumhafte, fast 1950er-Jahre-Stimmung. Wäre sie nur etwas konventioneller, könnte man es fast Lounge-Musik nennen; so wirke sie romantisch, aber mit einer gewissen Bissigkeit, bei der man sich nicht entspannen kann, weil man nie sicher sein könne, ob sie nicht ohne Vorwarnung ausschlägt. Amaryllis sei eine der faszinierendsten und aufregendsten Jazzbands der Gegenwart, und Mary Halvorsons komplexe Kompositionen trügen maßgeblich zu ihrer Anziehungskraft bei.
Das Album gelangte auf Position 2 der Halbjahresliste (1/2025) des Francis Davis Jazz Critics Poll.